# Cryptosympodula appendiculata
Cryptosympodula appendiculata är en svampart som beskrevs av Verkley 1999. Cryptosympodula appendiculata ingår i släktet Cryptosympodula, ordningen disksvampar, klassen Leotiomycetes, divisionen sporsäcksvampar och riket svampar.   Inga underarter finns listade i Catalogue of Life.